# Elena Montesinos
Pour les articles homonymes, voir Montesinos.
Elena Montesinos est une artiste contemporaine et agitatrice culturelle née à Genève en 1971. Elle a été co-directrice de la galerie Forde à L'Usine entre 2012 et 2014 avant d’ouvrir son propre espace expérimental dédié aux happenings et à la production artistique: Home of TMF.      

## Biographie
Jusqu’au-boutiste, icône nocturne et provocatrice, elle a régulièrement exploré les possibilités d’inclure la musique dans ses démarches artistiques et souvent de manière collaborative, notamment sous l'identité de The Montesinos Foundation. Son leitmotiv est : « Some people make money with art & power. Elena Montesinos makes art with money & power instead ». 
Cette démarche d’art interactif est illustrée par des événements tels que le Bûcher des Endettés, un rendez-vous annuel entamé en 2016 durant lequel la population genevoise est invitée à brûler ses factures, amendes et paiements indésirables dans un grand feu de joie cathartique sur la place publique,.
Depuis 2019, elle est également l’instigatrice de Get A Nerve!, un projet d’événement off alternatif et non-commercial en parallèle au salon Art Genève. Enfin, elle collabore volontiers avec des associations dans l’idée de participer activement à l’élaboration d’un monde meilleur (Amnesty International, Greenpeace).
"La plasticité des arts visuels sert chez elle d’emballage faussement superficiel à des pastilles de lucidité critique aigre-douce. Le filtre «manga kawaï» d’une application gratuite qui offre ainsi un terrain de jeu rêvé pour That Girl, ego numériquement altéré de l’artiste. En passant à travers le miroir de cette interface, l’apparente interactivité de cette réalité augmentée renvoie à la passivité narcissique dans laquelle nous place ce dispositif dangereusement inoffensif."

## The Montesinos Foundation
Sa fondation éponyme The Montesinos Foundation est un pied-de-nez au Dieu de l’argent et au pouvoir qu’elle utilise comme matières premières de son œuvre, en les remaniant de sorte à leur faire perdre un maximum de leur puissance.
Elena Montesinos est une artiste engagée qui définit son travail comme « un poing levé dans un gant de velours ». Elle est également curatrice de divers projets à travers cette fondation.